# Colletes nautlanus
Colletes nautlanus là một loài Hymenoptera trong họ Colletidae. Loài này được Cockerell mô tả khoa học năm 1899.